# Michael Lamey
Michael Lamey (Amsterdam, 29 november 1979) is een Nederlands voormalig voetballer die doorgaans als rechterverdediger speelde, maar ook als linksback uit de voeten kon.

## Groot talent
Lamey is een zoon van een Nigeriaanse moeder en een Nederlandse vader. Hij begon met voetballen in de jeugdopleiding van Ajax. Daar speelde hij tot zijn twintigste, totdat hij door Martin Jol naar RKC Waalwijk werd gehaald. Hij tekende een vierjarig contract bij de club uit Waalwijk. In het seizoen 2001/02 maakte hij zijn debuut, in een uitwedstrijd tegen NAC Breda met als uitslag 0–1. Hij speelde daarna nog 25 wedstrijden, waarin hij twee doelpunten maakte. Lamey trok de aandacht van grotere clubs. Het was PSV die Lamey in de zomer van 2001 vastlegde.
Lamey werd niet meteen naar PSV getransfereerd: hij mocht nog een jaar bij RKC spelen, om in de zomer van 2002 aan de selectie van PSV toegevoegd te worden. Dezelfde constructie paste PSV in 2001 ook toe bij de transfers van Jelle ten Rouwelaar (van Emmen) en Arjen Robben (van FC Groningen). Later stonden dit soort transfers ook wel bekend als een ‘Robben-constructie’; vernoemd naar Robben. Hij had namelijk van dit trio het meeste succes bij PSV. In het seizoen erop speelde Lamey nog 21 wedstrijden voor RKC.

## Verhuur
Lamey tekende een vijfjarig contract bij PSV en kreeg het rugnummer 27. Op dat moment had PSV net een nieuwe hoofdtrainer, Guus Hiddink. Lamey had veel concurrentie voor de rechtsbackpositie: het leek te gaan tussen Kasper Bøgelund, André Ooijer en hemzelf. Daardoor kwam Lamey voorlopig niet aan spelen toe bij PSV. Eind november leek hij zijn kans te krijgen, maar liep in een wedstrijd daarvoor met Jong PSV tegen Jong Willem II tegen een directe rode kaart aan.
Daarvoor kreeg hij een schorsing van drie wedstrijden die ook voor competitiewedstrijden gold. Later kwam Lamey niet meer in aanmerking voor een basisplaats en werd hij verhuurd aan AZ. Daar maakte hij het seizoen af, waarbij hij veertien wedstrijden speelde en één keer doel trof. Na de huurperiode bij AZ werd door de clubleiding van PSV besloten om Lamey opnieuw te verhuren. Ditmaal kwam hij terecht bij FC Utrecht. Daar speelde Lamey zeventien wedstrijden.
Voor het seizoen 2004/05 werd Lamey niet meer verhuurd en mocht hij in de voorbereiding meedoen met PSV. Qua concurrentie had Lamey nu nog iemand voor zich: Csaba Fehér (overgekomen van NAC Breda, kon ook op het middenveld uit de voeten). In de voorbereiding leek Lamey dicht bij een basisplaats, maar toen de competitie begon, was het Theo Lucius die de (voorlopige) voorkeur kreeg op de rechtsbackpositie. Lucius (en later André Ooijer) behielden hun plaats in de basiself en Lamey maakte slechts sporadisch zijn opwachting in het elftal.
In januari 2005 mocht Lamey op proef bij de Engelse club Southampton. Lamey kreeg twee dagen de tijd om manager Harry Redknapp te overtuigen van zijn kwaliteiten. Beide partijen kwamen niet uit de contractbesprekingen.

## Terugkeer
Vanwege een transfer van Kasper Bøgelund (naar Borussia Mönchengladbach) had Lamey meer uitzicht op een basisplaats. In de zomer van 2005 toonden enkele clubs interesse voor hem. Hearts of Midlothian had in juli een driejarig contract klaarliggen voor Lamey, maar hij bleef bij PSV. Eind augustus toonde AZ wederom interesse. Lamey had wel oren naar een transfer, maar PSV weigerde medewerking te verlenen. Wilfred Bouma en Lee Young-pyo vertrokken naar Engeland, terwijl de vervangers nog onbekend waren. Daarom weigerde PSV een transfer. AZ besloot niet te wachten en haalde Grétar Steinsson.
Toen na de transferperiode de rust terugkeerde, speelde Lucius als rechtsback. Op 18 september, in een uitwedstrijd tegen FC Groningen, raakte PSV’s enige linksback Michael Ball na 35 minuten geblesseerd. Noodgedwongen moest Lamey op zijn positie invallen. Omdat Ball voor lange tijd uitgeschakeld was, mocht hij linksback blijven staan. Lamey hervond zijn oude vorm en speelde mee in wedstrijden tegen Feyenoord, Ajax en AC Milan.

## Duitsland
In de zomer van 2007 stapt hij over naar MSV Duisburg, waar hij in zijn eerste seizoen 24 wedstrijden zou spelen. Na de degradatie van MSV uit de Bundesliga, stapt hij in 2008 over naar Arminia Bielefeld waarmee hij op 23 mei 2009 naar de 2. Bundesliga degradeerde.

## Clubstatistieken
| Seizoen | Club              | Competitie    | Duels | Goals |
| ------- | ----------------- | ------------- | ----- | ----- |
| 2000/01 | RKC Waalwijk      | Eredivisie    | 26    | 2     |
| 2001/02 | RKC Waalwijk      | Eredivisie    | 21    | 1     |
| 2002/03 | PSV               | Eredivisie    | 0     | 0     |
| 2002/03 | → AZ Alkmaar      | Eredivisie    | 14    | 1     |
| 2003/04 | → FC Utrecht      | Eredivisie    | 17    | 0     |
| 2004/05 | PSV               | Eredivisie    | 5     | 1     |
| 2005/06 | PSV               | Eredivisie    | 26    | 1     |
| 2006/07 | PSV               | Eredivisie    | 7     | 0     |
| 2007/08 | MSV Duisburg      | Bundesliga    | 25    | 1     |
| 2008/09 | Arminia Bielefeld | Bundesliga    | 23    | 0     |
| 2009/10 | Arminia Bielefeld | 2. Bundesliga | 26    | 1     |
| 2010/11 | Leicester City    | Championship  | 4     | 0     |
| 2011/12 | Wisła Kraków      | Ekstraklasa   | 16    | 1     |
| 2012/13 | RKC Waalwijk      | Eredivisie    | 8     | 0     |
| 2013/14 | RKC Waalwijk      | Eredivisie    | 15    | 1     |
| Totaal  | Totaal            |               | 233   | 10    |

## Interlandcarrière
In augustus 2005 werd bekend dat Lamey voor Nigeria wilde uitkomen. Lamey heeft een Nigeriaanse moeder en kon daardoor een Nigeriaans paspoort aanvragen. Voorheen had Lamey alleen nog een Nederlands paspoort. Hij speelde wedstrijden in Jong Oranje, maar was nog niet opgeroepen voor het Nederlands elftal. In december 2005 werd Lamey uitgenodigd voor een trainingskamp van Nigeria, ter voorbereiding op de Afrika Cup.

## Erelijst
FC Utrecht
- KNVB beker

2003/04
 PSV
- Eredivisie

2004/05, 2005/06, 2006/07
- KNVB beker

2004/05